# Serémange-Erzange
Serémange-Erzange är en kommun i departementet Moselle i regionen Grand Est (tidigare regionen Lorraine) i nordöstra Frankrike. Kommunen ligger i kantonen Hayange som tillhör arrondissementet Thionville-Ouest. År 2022 hade Serémange-Erzange 4 188 invånare.

## Befolkningsutveckling
Antalet invånare i kommunen Serémange-Erzange
| Referens: INSEE |